# Carlisle
Carlisle este un oraș  și un district nemetropolitan în Regatul Unit, reședința și cel mai important oraș din comitatul Cumbria, regiunea North West England, Anglia. Districtul are o populație de 103.300 locuitori, dintre care 71.773 locuiesc în orașul propriu zis Carlisle. 